# Royal Cappellen Football Club
Maillots
Actualités
Dernière mise à jour : 4 août 2020.
Le Royal Cappellen Football Club est un club de football belge basé à Kapellen, dans la banlieue d'Anvers. Bien que la dénomination ci-avant est employée par le club lui-même mais aussi la fédération belge de football, elle n'est pas officielle car aucune demande ou document n'attestate du changement de celle adoptée le 11 juin 1937, à savoir:  « Cappellen Football Club (Koninklijke Maatschappij) ». Le club, porteur du matricule 43, évolue en 2020-2020 en Division 2 Amateur, ce qui est sa 71e saison dans les divisions nationales. Au cours de son Histoire, le club a disputé 12 saisons au deuxième niveau national, le plus haut qu'il ait atteint.
Bien que l'orthographe officielle de la commune soit Kapellen avec un K et un seul p, les sympathisants du club insistent pour conserver l'appellation d'origine Cappellen.

## Histoire
A la fin du XIXe siècle, eLa petite commune dont le nom est encore orthographiéede Cappelen connaît avant 1906 un premier club appelé Victoria Football Club. En 1906 plusieurs joueurs de ce Victoria FC estimant ne pouvoir jouer qu'un temps insuffisant décident de démissionner et souhaitent de créer un autre club. Avec l'aide de quelques étudiants anversois et de soldats cantonnés au fort de Cappelen, ces mécontents du Victoria fondent le club de Cappellen Football Club . Cette version est l'opus populaire, celui de la légende. S'il y a certainement un fond de vérité, on doit à celle-ci de préciser que les tout premiers statuts du clubs fixent la date de création au 1er janvier 1909 . Quatre ans plus tard, le 1er août 1910, le club s'affilie à l'Union Belge, la fédération nationale. Il est versé en troisième division régionale, ce qui correspond à l'époque au quatrième niveau hiérarchique dans la région anversoise. Il y reste jusqu'en 1926. Cette année-là, la fédération décide de créer une nouvelle division, baptisée « Promotion », comme troisième niveau national. Plusieurs clubs issus des divisions régionales sont promus, dont Cappellen. En décembre de la même année, lors de la création du registre matriculaire, il reçoit le numéro 43 
Le club négocie bien son passage au niveau national, et termine chaque saison dans la première moitié du classement pendant six ans. En 1933, après sept saisons en Promotion, il remporte sa série et est promu en Division 1. Après deux saisons d'adaptation, le club réalise sa meilleure performance historique en 1936 en terminant la saison à la quatrième place, à seulement deux points du champion, le FC Turnhout. Reconnu « Société Royale » le 30 mai 1937, le club adapte son appellation officielle en Cappellen Football Club (Société Royale). C'est encore aujourd'hui le nom « officiel » du club, bien qu'il soit dénommé Royal Cappellen Football Club dans tous les documents officiels de la fédération et du club lui-même .
Juste avant la Seconde Guerre mondiale, Cappellen est relégué en Promotion. Il dispute trois championnats de guerre à ce niveau, ainsi que la première saison après le conflit, qu'il remporte. Le club est ainsi à nouveau promu en 1946, mais il ne parvient pas à s'y maintenir et est renvoyé directement en Promotion. Le club évolue à ce niveau jusqu'en 1952. Avant-dernier de sa série, le club est relégué, mais ne retourne pas en provinciales. L'Union Belge décide cette année-là de réformer profondément la structure hiérarchique du football national, et crée un quatrième niveau, qui hérite du nom de Promotion. Cappellen est donc renvoyé vers cette nouvelle division. Six ans plus tard, le club termine une fois de plus dans la zone de relégation, et doit cette fois retourner en première provinciale.
Après avoir frôlé une nouvelle relégation en 1960, Cappellen termine vice-champion un an plus tard et est promu en Promotion. Il y dispute cinq saisons de bonne facture, terminant entre la troisième et la huitième place. Mais la saison suivante, le club finit avant-dernier, et doit redescendre en provinciales en 1967. Trois ans plus tard, le club est de retour en Promotion, pour un nouveau bail de trois ans. Il passe trois années de plus en provinciales, puis revient en Promotion pour un an. En 1977, le club est relégué en première provinciale, et descend jusqu'en deuxième provinciale deux ans plus tard. Il met quatre ans à remonter en première provinciale, où il lutte le plus souvent pour son maintien. Finalement, le club termine vice-champion provincial en 1989, et revient en Promotion après douze ans d'absence.
Deux ans après son retour, Cappellen remporte sa série de Promotion et monte en Division 3, un niveau qu'il n'avait plus atteint depuis 1952, soit 39 ans. Le club poursuit sur sa lancée, et joue directement la montée. Il termine néanmoins trois fois vice-champion, derrière le Beerschot en 1992, Westerlo en 1993, et le Patro Eisden en 1994. Cette saison voit également l'apparition d'un tour final en Division 3 pour désigner un montant supplémentaire vers la Division 2. Cappellen y participe, et après des victoires sur Herentals et Hoogstraten, il s'incline face à Overpelt Fabriek et n'est donc pas promu. Ce n'est que partie remise pour le club, qui parvient à remporter sa série l'année suivante et remonter en deuxième division pour la première fois depuis cinquante ans.
Pour la saison de son retour en Division 2, le club finit avec quelques points d'avance sur la place de barragiste. En 1997, il finit cinquième, et rate une participation au tour final pour la montée en Division 1 de seulement deux points. Huitième l'année suivante, puis quinzième ensuite, il finit bon dernier en 2000, et est relégué directement en troisième division à l'aube du nouveau millénaire.
Pendant trois ans, Cappellen finit dans la seconde moitié du classement. En 2005, il lutte pour le titre jusqu'à la dernière journée, mais termine finalement un point derrière le champion, le FC Malines. Qualifié pour le tour final, il est sévèrement battu 5-1 dès le premier tour par Sprimont. L'année suivante, il est de nouveau vice-champion, cette fois derrière Dender. Lors du tour final, il élimine les Francs Borains, mais ensuite battu par l'Olympic de Charleroi. Un an plus tard, Cappellen est de nouveau qualifié pour le tour final grâce à sa victoire au classement de la deuxième tranche. Il bat le White Star Woluwe au premier tour, mais est ensuite éliminé par Namur. Il rate ce tour final pour un point en 2008, puis s'enfonce au classement les saisons suivantes.
Seizième sur dix-huit en 2011, le club doit participer au tour final de Promotion pour assurer son maintien. Battu par Wijgmaal lors du dernier match, le club est relégué en Promotion. Longtemps devancé par l'Esperanza Neerpelt, qui remporte les deux premières tranches, Cappellen termine la saison en boulet de canon et décroche le titre à une journée de la fin du championnat, ce qui lui permet de remonter directement en troisième division.

## Résultats dans les divisions nationales
Statistiques mises à jour le 3 décembre 2024 (terme de la saison 2023-2024)

### Palmarès
- 4 fois champion de Division 3 en 1933, 1946, 1995 et 2015.
- 2 fois champion de Promotion en 1991 et 2012.

### Bilan
| Niv | Divisions     | Jouées | Titres | TM Up | TM Down |
| --- | ------------- | ------ | ------ | ----- | ------- |
| I   | 1re nationale | 0      | 0      |       |         |
| II  | 2e nationale  | 12     | 0      |       |         |
| III | 3e nationale  | 36     | 4      | 4     | 1       |
| IV  | 4e nationale  | 26     | 3      |       |         |
| V   | 5e nationale  | 0      | 0      |       |         |
|     |               |        |        |       |         |
|     | TOTAUX        | 74     | 7      | 4     | 1       |

- TM Up : test-match pour départager des égalités, ou toutes formes de Barrages ou de Tour final pour une montée éventuelle.
- TM Down : test-match pour départager des égalités, ou toutes formes de Barrages ou de Tour final pour le maintien.

### Classements saison par saison
| Ordre                     | Saison  | Nom du club     | Niveau                         | Classement final | Remarques                                     |
| ------------------------- | ------- | --------------- | ------------------------------ | ---------------- | --------------------------------------------- |
| 1                         | 1926-27 | Cappellen FC    | Promotion (D3) série B         | 7e/14            |                                               |
| 2                         | 1927-28 | Cappellen FC    | Promotion (D3) série A         | 3e/14            |                                               |
| 3                         | 1928-29 | Cappellen FC    | Promotion (D3) série C         | 4e/14            |                                               |
| 4                         | 1929-30 | Cappellen FC    | Promotion (D3) série C         | 8e/14            |                                               |
| 5                         | 1930-31 | Cappellen FC    | Promotion (D3) série C         | 7e/14            |                                               |
| 6                         | 1931-32 | Cappellen FC    | Promotion (D3) série B         | 3e/14            |                                               |
| 7                         | 1932-33 | Cappellen FC    | Promotion (D3) série B         | 1er/14           | Champion et promu!                            |
| 8                         | 1933-34 | Cappellen FC    | Division 1 (D2) série B        | 9e/14            |                                               |
| 9                         | 1934-35 | Cappellen FC    | Division 1 (D2) série B        | 12e/14           |                                               |
| 10                        | 1935-36 | Cappellen FC    | Division 1 (D2) série A        | 4e/14            | [ saisons 1 ]                                 |
| 11                        | 1936-37 | Cappellen FC    | Division 1 (D2) série A        | 5e/14            |                                               |
| 12                        | 1937-38 | R. Cappellen FC | Division 1 (D2) série B        | 9e/14            |                                               |
| 13                        | 1938-39 | R. Cappellen FC | Division 1 (D2) série B        | 14e/14           | Relégué!                                      |
| Compétitions interrompues |         |                 |                                |                  |                                               |
| 14                        | 1941-42 | R. Cappellen FC | Promotion (D3) série B         | 3e/14            |                                               |
| 15                        | 1942-43 | R. Cappellen FC | Promotion (D3) série C         | 6e/14            |                                               |
| 16                        | 1943-44 | R. Cappellen FC | Promotion (D3) série B         | 3e/14            |                                               |
| 17                        | 1945-46 | R. Cappellen FC | Promotion (D3) série C         | 1er/14           | Champion et promu!                            |
| 18                        | 1946-47 | R. Cappellen FC | Division 1 (D2) série B        | 15e/17           | Relégué!                                      |
| 19                        | 1947-48 | R. Cappellen FC | Promotion (D3) série D         | 11e/16           |                                               |
| 20                        | 1948-49 | R. Cappellen FC | Promotion (D3) série B         | 11e/16           |                                               |
| 21                        | 1949-50 | R. Cappellen FC | Promotion (D3) série C         | 7e/16            |                                               |
| 22                        | 1950-51 | R. Cappellen FC | Promotion (D3) série D         | 8e/16            |                                               |
| 23                        | 1951-52 | R. Cappellen FC | Promotion (D3) série C         | 15e/16           | Relégué!                                      |
| 24                        | 1952-53 | R. Cappellen FC | Promotion série A              | 13e/16           |                                               |
| 25                        | 1953-54 | R. Cappellen FC | Promotion série D              | 6e/16            |                                               |
| 26                        | 1954-55 | R. Cappellen FC | Promotion série D              | 3e/16            |                                               |
| 27                        | 1955-56 | R. Cappellen FC | Promotion série B              | 13e/16           |                                               |
| 28                        | 1956-57 | R. Cappellen FC | Promotion série C              | 10e/16           |                                               |
| 29                        | 1957-58 | R. Cappellen FC | Promotion série A              | 15e/16           | Relégué!                                      |
| séries provinciales       |         |                 |                                |                  |                                               |
| 30                        | 1961-62 | R. Cappellen FC | Promotion série C              | 6e/16            |                                               |
| 31                        | 1962-63 | R. Cappellen FC | Promotion série B              | 7e/16            |                                               |
| 32                        | 1963-64 | R. Cappellen FC | Promotion série C              | 5e/16            |                                               |
| 33                        | 1964-65 | R. Cappellen FC | Promotion série C              | 3e/16            |                                               |
| 34                        | 1965-66 | R. Cappellen FC | Promotion série C              | 8e/16            |                                               |
| 35                        | 1966-67 | R. Cappellen FC | Promotion série C              | 15e/16           | Relégué!                                      |
| séries provinciales       |         |                 |                                |                  |                                               |
| 36                        | 1970-71 | R. Cappellen FC | Promotion série B              | 3e/16            |                                               |
| 37                        | 1971-72 | R. Cappellen FC | Promotion série D              | 9e/16            |                                               |
| 38                        | 1972-73 | R. Cappellen FC | Promotion série D              | 16e/16           | Relégué!                                      |
| séries provinciales       |         |                 |                                |                  |                                               |
| 39                        | 1976-77 | R. Cappellen FC | Promotion série B              | 14e/16           | Relégué!                                      |
| séries provinciales       |         |                 |                                |                  |                                               |
| 40                        | 1989-90 | R. Cappellen FC | Promotion série B              | 5e/16            |                                               |
| 41                        | 1990-91 | R. Cappellen FC | Promotion série B              | 1er/16           | Champion et promu!                            |
| 42                        | 1991-92 | R. Cappellen FC | Division 3 série B             | 2e/16            |                                               |
| 43                        | 1992-93 | R. Cappellen FC | Division 3 série B             | 2e/16            |                                               |
| 44                        | 1993-94 | R. Cappellen FC | Division 3 série B             | 2e/16            | Tour final                                    |
| 45                        | 1994-95 | R. Cappellen FC | Division 3 série A             | 1er/16           | Champion et promu!                            |
| 46                        | 1995-96 | R. Cappellen FC | Division 2                     | 14e/18           |                                               |
| 47                        | 1996-97 | R. Cappellen FC | Division 2                     | 5e/18            |                                               |
| 48                        | 1997-98 | R. Cappellen FC | Division 2                     | 8e/18            |                                               |
| 49                        | 1998-99 | R. Cappellen FC | Division 2                     | 15e/18           |                                               |
| 50                        | 1999-00 | R. Cappellen FC | Division 2                     | 18e/18           | Relégué!                                      |
| 51                        | 2000-01 | R. Cappellen FC | Division 3 série A             | 9e/16            |                                               |
| 52                        | 2001-02 | R. Cappellen FC | Division 3 série A             | 13e/16           |                                               |
| 53                        | 2002-03 | R. Cappellen FC | Division 3 série A             | 10e/16           |                                               |
| 54                        | 2003-04 | R. Cappellen FC | Division 3 série A             | 5e/16            |                                               |
| 55                        | 2004-05 | R. Cappellen FC | Division 3 série A             | 2e/16            | Tour final                                    |
| 56                        | 2005-06 | R. Cappellen FC | Division 3 série A             | 2e/16            | Tour final                                    |
| 57                        | 2006-07 | R. Cappellen FC | Division 3 série A             | 6e/16            | Tour final                                    |
| 58                        | 2007-08 | R. Cappellen FC | Division 3 série A             | 4e/16            |                                               |
| 59                        | 2008-09 | R. Cappellen FC | Division 3 série A             | 12e/16           |                                               |
| 60                        | 2009-10 | R. Cappellen FC | Division 3 série A             | 15e/18           |                                               |
| 61                        | 2010-11 | R. Cappellen FC | Division 3 série A             | 16e/18           | Relégué après barrages!                       |
| 62                        | 2011-12 | R. Cappellen FC | Promotion série C              | 1er/18           | Champion et promu!                            |
| 63                        | 2012-13 | R. Cappellen FC | Division 3 série A             | 6e/18            |                                               |
| 64                        | 2013-14 | R. Cappellen FC | Division 3 série B             | 12e/18           |                                               |
| 65                        | 2014-15 | R. Cappellen FC | Division 3 série B             | 1er/18           | Champion non-promu!                           |
| 66                        | 2015-16 | R. Cappellen FC | Division 3 série B             | 11e/19           | Relégué!                                      |
| 67                        | 2016-17 | R. Cappellen FC | Division 2 Amateur VFV série B | 10e/16           |                                               |
| 68                        | 2017-18 | R. Cappellen FC | Division 2 Amateur VFV série B | 8e/16            |                                               |
| 69                        | 2018-19 | R. Cappellen FC | Division 2 Amateur VFV série B | 7e/16            |                                               |
| 70                        | 2019-20 | R. Cappellen FC | Division 2 Amateur VFV série B | 4e/16            |                                               |
| 71                        | 2020-21 | R. Cappellen FC | Nationale 2 VV série B         | N/A              | saison annulée en raison du Covid-19          |
| 72                        | 2021-22 | R. Cappellen FC | Nationale 2 VV série B         | 4e/16            |                                               |
| 73                        | 2022-23 | R. Cappellen FC | Nationale 2 VV série B         | 1er/18           | Champion et promu !                           |
| 74                        | 2023-24 | R. Cappellen FC | Nationale 1                    | 18e/18           | Maintenu grâce à la réforme de la Nationale 1 |
| 75                        | 2024-25 | R. Cappellen FC | Nationale 1 VV                 | .../16           |                                               |

## Joueurs

### Anciens joueurs connus
- Stephan Van Der Heyden, ancien international belge, finit sa carrière en 2001-2002 à Cappellen.
- Gordan Vidovic, ancien international belge, joue deux saisons à Cappellen avant de rejoindre Mouscron en 1995.
- Francis Severeyns, ancien international belge et meilleur buteur du championnat, joue cinq ans à Cappellen, de 2002 à 2007.
- Didier Dheedene, ancien international belge, finit sa carrière en 2009-2010 à Cappellen.
- Cephas Chimedza, international zimbabwéen, évolue au club depuis 2011.